# Marge Roukema
Margaret "Marge" Roukema, född Scafati 19 september 1929 i Newark i New Jersey, död 12 november 2014 i Bergen County i New Jersey, var en amerikansk politiker (republikan). Hon var ledamot av USA:s representanthus 1981–2003.
Roukema utnamade den sittande kongressledamoten Andrew Maguire i kongressvalet 1978 och förlorade. I kongressvalet 1980 utmanade hon honom på nytt och vann.